# Stuart Hameroff
Stuart Hameroff (né le 16 juillet 1947) est un anesthésiste et professeur américain. Travaillant pour l'université de l'Arizona, il est reconnu pour ses études sur la conscience et est le principal organisateur de la conférence Science of Consciousness (en).

## Biographie
Hameroff fait un BS à l'université de Pittsburgh et un MD à l'Hahnemann University Hospital (en). Il fait son internat de médecine au Tucson Medical Center (en) en 1973.
Il commence à travailler à l'université de l'Arizona à partir de 1975 et devient professeur émérite en 2003.

## Hypothèses
Dès le début de sa carrière, à Hahnemann, Hameroff s'intéresse à la recherche sur le cancer, plus particulièrement à l'intervention des microtubules lors de la division cellulaire.
Hameroff expose ses hypothèses dans son premier livre, Ultimate Computing (1987). Il y focalise son attention sur le traitement de l'information par les tissus biologiques, principalement par les microtubules et d'autres parties du cytosquelette. Il affirme que ces composantes sous-neuronales seraient la base du traitement de l'information, plutôt que les neurones. Plus tard, il précisera sa pensée en affirmant que les microtubules pourraient être la source de la conscience et que cette dernière serait donc influencée par des phénomènes quantiques.
Hameroff contacte Roger Penrose pour lui exposer ses idées. Les deux chercheurs se rencontrent en 1992. Au cours des deux années suivantes, ils travaillent ensemble sur le développement du modèle Orch-OR. À la suite de cette collaboration, Penrose publie le livre Shadows of the Mind (en) (1994) et Hameroff fait la promotion du modèle Orch-OR.

## Critiques
Le modèle de Hameroff et Penrose suscite le scepticisme de plusieurs disciplines,. Ainsi, Rick Grush et Patricia Churchland affirment que « les recherches en physiologie montrent que la conscience ne dépend pas directement des microtubules,. »
En 2000, le physicien Max Tegmark calcule que les états quantiques à l'intérieur des microtubules ne survivraient que 10−13 secondes, soit un temps trop court pour être significatif pour les processus du système nerveux,. Avec les physiciens Scott Hagan et Jack Tuszynski (en), Hameroff réplique à Tegmark que celui-ci a calculé la réduction des fonctions d'onde selon ses propres critères sans utiliser la théorie proposée.
Quant à eux, Christof Koch et Klaus Hepp affirment également que la cohérence quantique ne joue pas, ou n'a pas besoin de jouer un rôle en neurophysiologie,.